# Haut Conseil à l'intégration
Pour les articles homonymes, voir HCI.
En France, le Haut Conseil à l’intégration (HCI) était une « instance de réflexion et de propositions » instituée en décembre 1989 par le gouvernement de Michel Rocard et rattachée aux services du Premier ministre, qui avait pour mission d'élaborer un rapport annuel et d'émettre des avis consultatifs à la demande du gouvernement sur « l’intégration des résidents étrangers ou d’origine étrangère ». Il était assisté de 2004 à sa dissolution de l’Observatoire des statistiques de l'immigration et de l'intégration. Le HCI a été dissous en décembre 2012.

## Composition
Le Conseil était composé de vingt membres maximum, choisis par décret du président de la République parmi des personnalités du monde de la politique, de la recherche, de la gestion d’entreprise, de la culture, des médias ou du sport, pour une part issues de l'immigration ou des départements et collectivités d’outre-mer.
Le collège, dont le président est issu, a été renouvelé une fois, en 2006, avant d'être dissous en décembre 2012.
Le Haut Conseil a été présidé du 3 novembre 2008 au 24 décembre 2012 par Patrick Gaubert. Son prédécesseur d'octobre 2002 à novembre 2008 était Blandine Kriegel.
L'indemnité forfaitaire de son président était fixée, en mai 2009, à 7 700 € par mois. Le budget du Conseil dépend du ministère de l'Intégration.

## La mission laïcité du HCI
Après la mise en place le 14 décembre 2010 d'un groupe de réflexion sur la laïcité, la mission laïcité du HCI est officiellement installée le 26 avril 2011 par lettre du président de la République Nicolas Sarkozy. Son chargé de mission est Alain Seksig et sa composition est formée d’une vingtaine de personnalités "connues pour leur engagement au service de cette valeur fondamentale de notre République". Certains élus ont pu participer à cette mission. 
Entre fin 2010 (groupe de réflexion) et fin 2012, cette mission a rendu trois avis, sur "la neutralité en entreprise", sur "la laïcité dans la fonction publique" et sur "la pédagogie de la laïcité à l'école".
En août 2013, le journal Le Monde fait part d'un document de travail datant de fin 2012 de la mission laïcité du HCI qui remet en cause le port du voile à l'université. Ce document de travail a été remis à l'Observatoire de la laïcité qui a ensuite interrogé à ce sujet la médiatrice nationale de l’Éducation nationale et de l'Enseignement supérieur ainsi que le secrétariat d’État à l'enseignement supérieur. Plusieurs réserves sont émises au travail de la mission du HCI. L'Observatoire de la laïcité a inscrit à son ordre du jour l'examen du respect du principe de laïcité dans l'enseignement supérieur.
Ce document de travail de la Mission laïcité du HCI préconisait notamment l'adoption d'une loi interdisant « dans les salles de cours, lieux et situations d'enseignement et de recherche des établissements publics d'enseignement supérieur, les signes et tenues manifestant ostensiblement une appartenance religieuse ». Sur la base d'auditions, le document évoque une « montée de revendications identitaires et communautaristes », notamment par le rejet de la mixité et de certains enseignements comme la théorie de l'évolution, ou encore par le prosélytisme religieux. Ce rapport est toutefois très critiqué,,, notamment par le président de la conférence des présidents d'université, Jean-Loup Salzmann, qui dénonce « un rapport déconnecté des réalités, et teinté d'islamophobie » et par certains auditionnés comme le spécialiste de la laïcité Jean Baubérot.

## La dissolution et son contexte
Début septembre 2013, le HCI précise que depuis « le 24 décembre 2012, le président et les membres du collège du HCI ne sont plus en fonctions. À compter de cette date et en l'absence de collège, le HCI n'est donc plus en situation d'émettre des avis, ni de publier des rapports » . Cette annonce coïncide avec la divulgation au mois d'août dans le Journal Le Monde du document de travail de la mission laïcité du HCI, consacré à la neutralité religieuse dans l'enseignement supérieur. Cependant, aucun avis ni de la mission laïcité du HCI, ni du HCI lui-même n'avait été publié depuis la fin de l'année 2012.
L'essayiste Malika Sorel a expliqué en 2016 que, selon elle, « avec le recul, il apparaît clairement que la création de l'Observatoire de la laïcité avait pour objectif de faire disparaître la mission laïcité du Haut Conseil à l'intégration, dont les rapports gênaient très fortement le pouvoir socialiste. Ce dernier avait d'ailleurs refusé de donner le feu vert à la publication à la Documentation française - ce qui est la coutume - de notre dernier rapport qui tirait la sonnette d'alarme sur les dysfonctionnements et problèmes observés dans l'enseignement supérieur, et décrivait ce qu'il fallait d'urgence mettre en œuvre pour tenter d'endiguer le phénomène. Quant au collège du HCI, il n'a pas été dissous en 2012, mais François Hollande a préféré le choix tactique de le laisser s'éteindre en ne renouvelant pas son décret qui arrivait à échéance en septembre 2013. » 

## Présidents successifs
- 1990-1997 : Marceau Long
- 1997-1998 : Simone Veil
- 1998-2002 : Roger Fauroux
- 2002-2008 : Blandine Kriegel
- 2008-2012 : Patrick Gaubert

## Derniers membres
Nommés par décret du 4 septembre 2009
- Pierre Cardo, ancien député
- Yazid Chir
- Cécilia Gabizon
- Patrick Gaubert
- Claude Greff, députée, conseillère régionale
- Mohand Hamoumou
- Gélita Hoarau
- Guylain Chevrier
- Marc-Antoine Jamet
- Cathy Kopp
- Soumia Malinbaum
- Nacer Meddah
- Abdelwahab Meddeb
- Arnaud Ngatcha
- Malika Orloff
- Nora Preziosi
- Salima Saa
- Alain Seksig
- Malika Sorel
- Jacques Toubon
- Jean-Philippe Wirth, général d’armée

## Quelques anciens membres
Et qualité lors de leur passage au HCI
- Abdelatif Benazzi, international de rugby
- Yamina Benguigui, cinéaste et productrice
- Bernard Birsinger, député-maire de Bobigny
- Jean-Marie Bockel, maire de Mulhouse
- Jeannette Bougrab, maître de conférences à l'université Paris-I
- Pierre Chaunu, historien
- François Cheng, écrivain, membre de l’Académie française
- Jacqueline Costa-Lascoux, directrice de recherche au Centre d’études de la vie politique française (CNRS -CEVIPOF)
- Jacky Dahomay, président de l’Association des professeurs de philosophie de Guadeloupe
- Jean Daniel, journaliste
- Carole Da Silva, présidente d’association
- Christian Delorme, prêtre
- Jadée Dubois, présidente d’association
- Philippe Farine, ancien conseiller PS de Paris, ancien président du CCFD-Terre solidaire et ancien député MRP des Basses-Alpes
- Édouard Glissant, écrivain, universitaire
- Khalid Hamdani, consultant en ressources humaines
- Anne-Marie Idrac, députée des Yvelines
- Claude Imbert, éditioraliste au Point
- Yves Jégo, député de Seine-et-Marne, Maire de Montereau-Fault-Yonne
- Zaïr Kédadouche, président de l’Association Intégration France
- Gilles Kepel, universitaire
- Anicet Le Pors, membre du conseil d'État
- Olivier Mongin, directeur de la revue Esprit
- Vincent Nguyen, journaliste
- Gaye Petek, directrice de l’Association ELELE Migrations et Cultures de Turquie
- Jean-Pierre Rosenczveig, président de tribunal pour enfants
- Myriam Salah-Eddine, adjointe au Maire, Déléguée à l’action familiale, Droits des femmes à la Mairie de Marseille
- Michel Sappin, préfet
- Aline Sylla, directrice du développement culturel au musée du Louvre
- Lilian Thuram, ancien joueur international de football, (équipe de France)
- Gaston Viens, maire d’Orly